# Miguel de la Vega Inclán
Miguel de la Vega Inclán y Palma (Medina Sidonia, 23 de marzo de 1820-San Juan, 31 de julio de 1884), i marqués de la Vega Inclán, fue un militar español, gobernador de Puerto Rico.

## Biografía
Nació el 23 de marzo de 1820 en Medina Sidonia. Ingresó de niño en el ejército, en el arma de Caballería, por deseo de su padre, el laureado Teniente General D. Benigno de la Vega-Inclán y Enríquez.
Intervino en su juventud en diversos conflictos y pronunciamientos militares, destacando por su fervor dinástico, entre otros en el pronunciamiento de Torrejón de Ardoz, en 1843, que acabó con la regencia de Espartero, del cual era enemigo personal, ascendiendo a comandante de caballería. Tras una destacada carrera militar, ascendió a coronel en 1853.
Ascendido a Brigadier, despempeñó el cargo de gobernador militar de Valladolid y capitán general interino (así como el de Coronel honorífico del Regimiento de Lanceros de España). Asumió el cargo de gobernador militar de Puerto Rico desde noviembre de 1882 hasta julio de 1884, siendo uno de sus ayudantes su hijo Benigno, que años más tarde heredó el título y fundó el Museo Romántico y fue el creador de la red de Paradores Nacionales de España.
Tuvo lugar una epidemia de fiebre amarilla en Puerto Rico el año 1884; D. Miguel había sido propuesto para Ministro de la Guerra, siendo inminente su regreso a España pero, iniciada la epidemia, se negó a abandonar su residencia ya que, en su opinión hubiese implicado abandonar su puesto de mando y a su tropa, aunque se le sugirió por la oficialidad trasladarse a un lugar seguro, en concreto a la residencia de Río Piedras, distante de la capital y considerada como lugar seguro.
Falleció víctima de la epidemia de fiebre amarilla el 31 de julio de 1884 en San Juan. Enterrado en Puerto Rico fueron repatriados sus restos a España en 1913. Entre sus condecoraciones se encontraban, sin contar las conmemorativas de campañas, la Cruz de San Fernando, la Cruz Roja al Mérito Militar y la Orden del Águila Roja de Prusia.